# 省沽油
省沽油（学名：Staphylea bumalda）为省沽油科省沽油属下的一个种。

## 扩展阅读
維基物種上的相關：省沽油